# Tariona gounellei
Tariona gounellei là một loài nhện trong họ Salticidae.
Loài này thuộc chi Tariona. Tariona gounellei được Eugène Simon miêu tả năm 1902.